# Tīghdar
Tīghdar (persiska: تیغدر, Tīqdār) är en ort i Iran.   Den ligger i provinsen Khorasan, i den östra delen av landet, 700 km öster om huvudstaden Teheran. Tīghdar ligger 1 516 meter över havet och antalet invånare är 981.
Terrängen runt Tīghdar är kuperad åt nordost, men åt sydväst är den platt. Runt Tīghdar är det glesbefolkat, med 10 invånare per kvadratkilometer. Tīghdar är det största samhället i trakten. Omgivningarna runt Tīghdar är i huvudsak ett öppet busklandskap.